# Betriebsverfassung
Betriebsverfassung ist die grundlegende Ordnung der Zusammenarbeit von Arbeitgeber und der von den Arbeitnehmern gewählten betrieblichen Interessenvertretung. Ihre Grundlage ist in Deutschland das Betriebsverfassungsgesetz. Die Vertretung der Beschäftigten im öffentlichen Dienst ist in den Personalvertretungsgesetzen geregelt, die der kirchlichen Mitarbeiter im Mitarbeitervertretungsgesetz bzw. der Mitarbeitervertretungsordnung.

## Geschichte der Betriebsverfassung in Deutschland

### 19. Jahrhundert
Arbeiterausschüsse und -räte wurden erstmals freiwillig Mitte des 19. Jahrhunderts gebildet. Den ersten Arbeiterausschuss, der eine ernsthafte Betriebsvertretung der Arbeitnehmer darstellte, geht auf den sächsischen Kattundruckereibesitzer Carl Degenkolb zurück, der mit vier anderen Kattundruckunternehmern 1850 in Eilenburg Arbeiterausschüsse und einen für die vier Fabriken gewählten gemeinsamen Fabrik-Rat ins Leben rief. Degenkolb war schon im ersten deutschen Parlament von 1848 als Befürworter eines Gesetzesentwurfes für die Einrichtung von Arbeiterausschüssen in deutschen Fabriken aufgetreten. Der Berliner Jalousienfabrikant und Mitbegründer der Gesellschaft für soziale Reform, Heinrich Freese, räumte seinen Arbeitern mit dem 1884 gebildeten Arbeiterausschuss weitreichende Rechte in seiner „konstitutionellen Fabrik“ ein.

### 20. Jahrhundert
Eine erste gesetzliche Regelung zur Bildung von Arbeiterausschüssen erließ 1900 der Bayerische Landtag für die Bergwerke seines Hoheitsgebiets. Nachdem die preußische Regierung mit ihrer in der Berggesetznovelle von 1892 empfohlenen Bildung freiwilliger Arbeiterausschüsse an der Ignoranz der Ruhrindustriellen gescheitert war, erließ sie 1905 gesetzliche Regelungen zur obligatorischen Einführung von Arbeiterausschüssen im preußischen Kohlenrevier, das sie nach zwei großen Streiks (1889, 1905) mit bürgerkriegsähnlichen Auseinandersetzungen durch eine „versöhnende Arbeiterpolitik“ zu befrieden trachtete. Im Ersten Weltkrieg kam es mit dem Gesetz über den vaterländischen Hilfsdienst vom 2. Dezember 1916 erstmals zu einer allgemeinen gesetzlichen Regelung über die Bildung von Arbeiterausschüssen in allen Betrieben kriegswichtiger Industrien mit mehr als 50 Beschäftigten. Dieses Gesetz sah auch vor, dass Arbeitnehmer für die Kriegsproduktion eingezogen werden konnten. Dies führte unter anderem dazu, dass bei Streiks die aktiven Arbeitnehmer abkommandiert wurden. Obwohl die Gewerkschaften dieses Gesetz befürworteten, war es in der Arbeiterbewegung umstritten.
Die revolutionäre Rätebewegung von 1918 setzte die Frage der Betriebsrepräsentanz nach Ende des Krieges auf die Tagesordnung. Die revolutionären Obleute dominierten die erstmals in den Massenstreiks von 1917 und 1918 auftauchenden Arbeiterräte. Gegen diese Tendenz wurde inhaltlich an die Institution der Arbeiterausschüsse anknüpfend das Betriebsrätegesetz erlassen, das „nur das Wort ‚Räte’ als Konzession“ an die Rätebewegung enthielt. Schon eine 1926 erschienene Untersuchung über die Betriebsräte der Weimarer Republik kam zu dem Urteil, dass im Betriebsrätegesetz „von dem ursprünglichen Rätegedanken nur ein karger Rest“ verwirklicht worden sei. Erwartungsgemäß opponierten die Protagonisten der Rätebewegung heftigst gegen das Gesetz. Während seiner zweiten Lesung kam es zu einer blutig beendeten Demonstration vor dem Reichstag.
In der Weimarer Verfassung wurden 1919 erstmals Arbeiterräte konstituiert. Mit dem Betriebsrätegesetz vom 4. Februar 1920, das eine gewählte Interessenvertretung der Arbeitnehmer auf sozialem und personellem Gebiet regelte, wurden die Mitbestimmung und die Rechte und Pflichten des Betriebsrats geregelt.
Nach der Machtergreifung der Nationalsozialisten wurde am 20. Januar 1934 das Betriebsrätegesetz aufgehoben und durch das Gesetz zur Ordnung der nationalen Arbeit ersetzt, mit dem die Betriebsverfassung auf der Grundlage des „Führerprinzips“ geordnet wurde.
Dieses Gesetz wurde nach 1945 durch die Kontrollratsgesetze Nr. 40 und 56 aufgehoben; durch das Kontrollratsgesetz Nr. 22 (Betriebsrätegesetz) vom 10. April 1946 wurden Rahmenbestimmungen über eine Betriebsverfassung erlassen, die zunächst durch eine Reihe von Ländergesetzen ausgefüllt und ergänzt wurden.
Am 14. November 1952 trat das Betriebsverfassungsgesetz vom 11. Oktober 1952 in Kraft, das in der Tradition des Weimarer Betriebsrätegesetzes umfangreiche Informations-, Konsultations- und Mitbestimmungsrechte des Betriebsrats regelt und die „vertrauensvolle Zusammenarbeit“ zwischen Unternehmensleitung und Betriebsrat vorschreibt.
Im Jahre 1972 wurde das Betriebsverfassungsgesetz unter Bundeskanzler Willy Brandt grundlegend novelliert. Die Rechte der Betriebsräte auf Information und Mitbestimmung bei der Gestaltung von Arbeitsplatz und Arbeitsabläufen, bei der Entlohnung, der Berufsbildung und dem Sozialplan wurden erweitert. Die Gewerkschaften erhielten ein Zutrittsrecht zu den Betrieben und das Recht, Betriebsratswahlen zu initiieren. Zudem durften erstmals auch Arbeitnehmerinnen und Arbeitnehmer ohne deutsche Staatsangehörigkeit für den Betriebsrat kandidieren. Das Betriebsverfassungsgesetz vom 11. Oktober 1952 trat in weiten Teilen außer Kraft und erhielt die Bezeichnung Betriebsverfassungsgesetz 1952. Die Regelungen zur Drittelbeteiligung der Arbeitnehmer im Aufsichtsrat (§§ 76 bis 87a des Betriebsverfassungsgesetzes 1952) galten jedoch zunächst fort.

### 21. Jahrhundert
Das Gesetz ist seitdem in zahlreichen Punkten weiter überarbeitet und angepasst worden.
Die größte Novellierung fand 2001 statt, als das Betriebsverfassungsgesetz neu gefasst wurde und insbesondere das Verfahren zur Wahl des Betriebsrats in Kleinbetrieben vereinfacht wurde. Auch wurde der wiederholt geforderte Wegfall der Gruppenregelung nach Arbeitern und Angestellten im BetrVG vollzogen. Außerdem wurde eine Quotenregelung eingeführt (§ 15 Abs. 2 BetrVG). Bei der Wahl des Betriebsrates wurde die Wahlfreiheit der Arbeitnehmer insoweit eingeschränkt, als das in der Minderheit befindliche Geschlecht nach einem bestimmten Schlüssel eine Mindestanzahl von Sitzen im Gremium zugeschrieben bekommt.
Die noch fortgeltenden Bestimmungen des BetrVG 1952 wurden zum 1. Juli 2004 durch das Drittelbeteiligungsgesetz (DrittelbG) abgelöst.

## Organisation der Betriebsverfassung

### Voraussetzung und Durchführung der Wahl des Betriebsrates
Nach § 1 BetrVG wird ein Betriebsrat in Betrieben gewählt, wenn in dem Betrieb in der Regel mindestens fünf ständige wahlberechtigte Arbeitnehmer, von denen drei wählbar sein müssen, beschäftigt werden. Es obliegt alleine den Arbeitnehmern oder einer im Betrieb vertretenen Gewerkschaft, die Initiative zu einer Betriebsratswahl zu ergreifen. Der Arbeitgeber ist weder berechtigt noch verpflichtet, eine Betriebsratswahl einzuleiten. Wird kein Betriebsrat gewählt, so bleibt dies – trotz des Gesetzeswortlauts (… werden … gewählt.) – sanktionslos. Nach dem IAB-Betriebspanel gibt es nur in ca. 27 % der Betriebe in Deutschland einen Betriebsrat oder Personalrat.
Die Betriebsratswahl wird von einem Wahlvorstand organisiert, der vom Betriebsrat vor Ablauf seiner Amtszeit bestimmt wird. Es kann eine Personenwahl oder eine Listenwahl durchgeführt werden. Jeder Arbeitnehmer des Betriebes, der das 16. Lebensjahr (bis 17. Juni 2021: 18. Lebensjahr) vollendet hat, darf wählen, hierzu zählen auch Leiharbeitnehmer, wenn sie länger als drei Monate im Betrieb eingesetzt werden (§ 7 BetrVG). Wählbar ist jeder Wahlberechtigte, der dem Betrieb am Wahltag länger als sechs Monate angehört. Ein Wahlausschreiben, welches die Formalitäten der Wahl, die Wählerliste und die Fristen für die Abgabe von Wahlvorschlägen regelt, wird vom Wahlvorstand erlassen. Erst nachdem das Wahlausschreiben sechs Wochen lang aushing, kann eine Wahl stattfinden.
Besteht noch kein Betriebsrat, kann der Wahlvorstand vom Gesamtbetriebsrat oder Konzernbetriebsrat bestellt werden, falls es eine solche Einrichtung gibt. Ansonsten wird der Wahlvorstand auf einer Wahlversammlung der Arbeitnehmer gewählt. Eine solche Versammlung kann – ohne weitere Voraussetzungen – von drei wahlberechtigten Arbeitnehmern oder auch einer Gewerkschaft, die im Betrieb vertreten ist, einberufen werden.
Ein vereinfachtes Wahlverfahren gilt seit der Novelle 2001 in Betrieben mit bis zu 100 Mitarbeitern (bis 17. Juni 2021: bis zu 50 Mitarbeitern). Hier kann eine Wahl innerhalb von zwei Wochen durchgeführt werden. Wenn Wahlvorstand und Arbeitgeber sich einigen, kann außerdem auch in Betrieben, die bis zu 200 (bis 17. Juni 2021: bis zu 100) Arbeitnehmer beschäftigen, ein solches Verfahren angewandt werden.
Alle vier Jahre finden Betriebsratswahlen statt, immer zwischen dem 1. März und dem 31. Mai. In einigen Fällen können auch außerhalb dieser Zeit Neuwahlen stattfinden (zum Beispiel bei Betrieben, die keinen Betriebsrat besitzen, und bei Rücktritt des Betriebsrates).
Das Betriebsverfassungsgesetz findet keine Anwendung auf Verwaltungen und Betriebe des Bundes, der Länder, der Gemeinden und sonstiger Körperschaften, Anstalten und Stiftungen des öffentlichen Rechts. Dort gilt das Personalvertretungsgesetz.

### Organisation des Betriebsrates
Die Amtsperiode des Betriebsrates beträgt vier Jahre. Die Größe des Betriebsrates richtet sich nach der Zahl der wahlberechtigten Arbeitnehmer des Betriebes. Wahlberechtigt sind alle zum Zeitpunkt der Wahl regelmäßig beschäftigten Arbeitnehmer, die das 18. Lebensjahr vollendet haben; Leiharbeitnehmer dürfen seit 2001 mitwählen, wenn sie länger als 3 Monate im Betrieb eingesetzt werden. Der Betriebsrat besteht gemäß § 9 BetrVG etwa für Betriebe mit:
- 5 bis 20 wahlberechtigten Arbeitnehmern: aus 1 Person
- 21 bis 50 wahlberechtigten Arbeitnehmern: aus 3 Mitgliedern
- 51 bis 100 wahlberechtigten Arbeitnehmern: aus 5 Mitgliedern
- 101 bis 200 Arbeitnehmern: aus 7 Mitgliedern
- 201 bis 400 Arbeitnehmern: aus 9 Mitgliedern
- 401 bis 700 Arbeitnehmern: aus 11 Mitgliedern
- 701 bis 1000 Arbeitnehmern: aus 13 Mitgliedern
- 1001 bis 1500 Arbeitnehmern: aus 15 Mitgliedern
- 1501 bis 2000 Arbeitnehmern: aus 17 Mitgliedern
- usw. in 500er Schritten jeweils 2 mehr bis
- 4501 bis 5000 Arbeitnehmern: aus 29 Mitgliedern
- 5001 bis 6000 Arbeitnehmern: aus 31 Mitgliedern
- 6001 bis 7000 Arbeitnehmern: aus 33 Mitgliedern
- 7001 bis 9000 Arbeitnehmern: aus 35 Mitgliedern

In Betrieben mit mehr Arbeitnehmern erhöht sich die Zahl der Mitglieder in 3000er Schritten um jeweils 2.
Die Zusammensetzung des Betriebsrats muss gleichberechtigt sein (§ 15 BetrVG). Das Geschlecht, das sich im Betrieb in der Minderheit befindet, muss im Betriebsrat entsprechend seinem zahlenmäßigen Anteil im Betrieb vertreten sein, wenn der Betriebsrat mindestens drei Mitglieder hat.
Ein Vorsitzender oder im Fall seiner Verhinderung sein Stellvertreter vertritt den Betriebsrat. Er muss in der ersten Betriebsratssitzung gewählt werden. Die Kosten der Tätigkeit des Betriebsrates hat der Arbeitgeber zu tragen; unter anderem muss er Schulungen der Betriebsratsmitglieder zahlen, sofern diese erforderlich sind. Auch müssen die Mitglieder des Betriebsrats durch bezahlte Arbeitsbefreiung die Möglichkeit haben, ihre Aufgaben im Betriebsrat während ihrer regulären Arbeitszeit zu erfüllen. Seit der Novelle 2001 müssen in Betrieben mit mehr als 200 (zuvor ab 300) Arbeitnehmern ein oder mehrere Betriebsratsmitglieder vollständig von der Arbeit freigestellt werden (§ 38 BetrVG). Im Unterschied zur früheren Rechtsprechung sind bei der betriebsverfassungsrechtlichen Berechnung der Belegschaftsstärke die Leiharbeitnehmer, die auch das aktive Wahlrecht haben können, mitzuzählen, obwohl sie keine Arbeitnehmer des Entleiherbetriebs sind.

### Grundlagen der Betriebsratstätigkeit
Der Betriebsrat ist ein Kollektivorgan, das seine Entscheidungen durch Mehrheitsbeschlüsse fällt. Der Vorsitzende vertritt den Betriebsrat im Rahmen der gefassten Beschlüsse. Dem Betriebsrat ist eine parteipolitische Betätigung untersagt; in der Betätigung für ihre Gewerkschaft sind die Betriebsratsmitglieder jedoch nicht eingeschränkt. In Deutschland ist der Betriebsrat (im Unterschied zu anderen Ländern) nicht die gewerkschaftliche Vertretung im Betrieb, sondern von Gewerkschaften formal unabhängig. Gleichwohl soll er nach § 2 Abs. 1 BetrVG mit den im Betrieb vertretenen Gewerkschaften zusammenwirken. Der Betriebsrat hat die Interessen aller Arbeitnehmer des Betriebs zu vertreten unabhängig davon, ob diese einer Gewerkschaft angehören. Der Betriebsrat ist nicht rechts- und vermögensfähig.
Das Gesetz (§ 2 BetrVG) verpflichtet Betriebsrat und Arbeitgeber zur vertrauensvollen Zusammenarbeit. Den Mitgliedern des Betriebsrats trifft auch die Verpflichtung zur Geheimhaltung, soweit der Arbeitgeber ihnen Betriebs- oder Geschäftsgeheimnisse mitteilt oder sie von vertraulichen, persönliche Daten von Arbeitnehmern erfahren; wenn diese Geheimhaltungspflicht nicht eingehalten wird, können Mitglieder des Betriebsrats strafrechtlich zur Verantwortung gezogen werden.
Betriebsratsmitglieder sind vor ordentlichen Kündigungen geschützt. Sie genießen insoweit Sonderkündigungsschutz, welcher nur bei Schließung des Betriebes bzw. Abteilungsschließungen durchbrochen wird. Außerordentliche Kündigungen und erzwungene Versetzungen in einen anderen Betrieb, die zum Verlust des Betriebsratsamtes führen könnten, sind gemäß § 103 BetrVG nur dann wirksam, wenn ihnen der Betriebsrat zustimmt, oder diese Zustimmung durch ein entsprechendes Urteil des Arbeitsgerichts ersetzt wird.

### Die Rechtsbeziehung zwischen Arbeitgeber und Betriebsrat

#### Grundsatz der vertrauensvollen Zusammenarbeit
Das BetrVG verpflichtet den Arbeitgeber und den Betriebsrat bzw. einzelne Betriebsratsmitglieder dazu, vertrauensvoll zusammenzuarbeiten (§ 2 Abs. 1 BetrVG). Die Zusammenarbeit zwischen Arbeitgeber und Betriebsrat soll sich in gegenseitiger „Ehrlichkeit und Offenheit“ vollziehen. Darüber hinaus werden die Betriebsparteien durch diese Vorschrift zur gegenseitigen Rücksichtnahme und zu gesetzestreuem Verhalten verpflichtet.
Bei dieser Vorschrift handelt es sich um eine sogenannte „Generalklausel“, eine Rechtsnorm, die vom Gesetzgeber bewusst allgemein formuliert wurde, um einerseits einen Grundsatz festzulegen und um andererseits eine allgemeine Regelung für eine Vielzahl von nicht vorhersehbaren Konflikten zu schaffen. Der Grundsatz der vertrauensvollen Zusammenarbeit wird in einigen Vorschriften des BetrVG konkretisiert. Er bildet darüber hinaus jedoch eine eigenständige Anspruchsgrundlage – gerade für Fälle, die von den einzelnen Vorschriften des BetrVG nicht erfasst werden.
Dabei verkennt die Vorschrift nicht, dass Betriebsrat und Arbeitgeber unterschiedliche Interessen verfolgen. Im Gegenteil setzt das Gebot der vertrauensvollen Zusammenarbeit unterschiedliche Interessen von Arbeitgeber und Betriebsrat geradezu voraus. Das Gebot steht nicht im Widerspruch zur Verpflichtung des Betriebsrates, alle ihm zur Verfügung stehenden rechtlichen Mittel im Interesse der von ihm vertretenen Mitarbeiter auszuschöpfen. Das Bundesverfassungsgericht hat einmal formuliert:
Wenn Betriebsräte ihre Rechtsposition konsequent, extensiv und möglicherweise in Anlehnung an von den Gewerkschaften entwickelte Vorstellungen wahrnehmen, dann verstoßen sie weder gegen Verfassungsnormen, noch gegen Vorschriften des BetrVG. Dies hat der Arbeitgeber unabhängig davon hinzunehmen, ob es ihm aus seiner Sicht einen Vorteil bringt, oder sich gegen seine Interessen richtet. Die Vorschriften des BetrVG dienen gerade dazu, den vorgegebenen Interessengegensatz zwischen Arbeitgeber und Arbeitnehmer sowie der betrieblichen Interessenvertretung angemessen zum Ausgleich zu bringen. Sie berücksichtigen, daß der Arbeitgeber – ungeachtet der Organisationsform des Unternehmens – zur Wertschöpfung und zur Erreichung des Unternehmenszweckes der Mitwirkung der Arbeitnehmer bedarf.

#### Friedenspflicht
Nach § 74 Abs. 2 BetrVG sind Maßnahmen des Arbeitskampfes zwischen Betriebsrat und Arbeitgeber unzulässig. Streik und Aussperrung sind den Tarifparteien vorbehalten und dürfen nicht als Druckmittel für die Auseinandersetzung zwischen den Betriebsparteien verwendet werden. Selbstverständlich sind Arbeitgeber und Betriebsratsmitglieder im Rahmen ihrer Mitgliedschaft in Arbeitgeberverband bzw. Gewerkschaft nicht daran gehindert, Arbeitskämpfe durchzuführen. Darüber hinaus kann der einzelne Arbeitgeber im Rahmen von Tarifauseinandersetzungen Arbeitskampfmaßnahmen durchführen (vgl. § 2 Abs. 1 TVG). Dies betrifft jedoch ausschließlich Auseinandersetzungen über den Abschluss oder Inhalt von Tarifverträgen und nicht Auseinandersetzungen über innerbetriebliche Fragen.

#### Verbot der Beeinträchtigung von Arbeitsablauf oder Betriebsfrieden
Nach § 74 Abs. 2 BetrVG haben Arbeitgeber und Betriebsrat weiterhin Betätigungen zu unterlassen, durch die der Arbeitsablauf oder der Betriebsfrieden beeinträchtigt werden.
Nach § 119 BetrVG darf der Arbeitgeber die Wahl und die Arbeit des Betriebsrats nicht behindern. Er darf Betriebsratsmitglieder wegen ihrer Tätigkeit weder bevorteilen noch benachteiligen. Der Arbeitgeber ist verpflichtet, die mit dem Betriebsrat getroffenen Betriebsvereinbarungen im Betrieb umzusetzen.

## Mitwirkungsrechte des Betriebsrats
Das Betriebsverfassungsgesetz sieht in verschiedenen Angelegenheiten Mitwirkungsrechte des Betriebsrats vor.
Beim Inhalt der Mitwirkungsrechte kann grundsätzlich folgende Systematik festgestellt werden:
- In sozialen Angelegenheiten (vgl. § 87 BetrVG), d. h. immer dann, wenn nicht unmittelbar die Art der Ausführung der Arbeit, sondern der Arbeitnehmer als Individuum betroffen ist, ist eine „starke“ Mitbestimmung vorgesehen. Der Betriebsrat steht in sozialen Entscheidungen auf einer Stufe mit dem Arbeitgeber, er kann Entscheidungen mitgestalten.
- In personellen Angelegenheiten wie Einstellungen oder Kündigungen besitzt der Betriebsrat das Recht, die Zustimmung zu Maßnahmen zu verweigern (bei Einstellungen, Eingruppierungen, Umgruppierungen oder Versetzungen) oder das Recht, zu widersprechen (bei Kündigungen). Eine Gestaltungsmöglichkeit ist hier nicht eröffnet.
- In wirtschaftlichen Angelegenheiten ist der Betriebsrat auf ein Informationsrecht beschränkt, das regelmäßig vom Wirtschaftsausschuss wahrgenommen wird. Eine unmittelbare Einflussnahme auf wirtschaftliche Entscheidungen des Unternehmers ist dem Betriebsrat rechtlich versagt.

Bei der Reichweite der Mitwirkungsrechte kann grundsätzlich unterschieden werden zwischen
- Informationsrechten, dem bloßen Recht des Betriebsrats, informiert zu werden;
- Beratungsrechten, dem Recht des Betriebsrats, bestimmte Fragen mit dem Arbeitgeber zu erörtern;
- dem Widerspruchsrecht, dem Recht des Betriebsrats einer beabsichtigten Kündigung zu widersprechen, ohne sie verhindern zu können;
- Zustimmungsverweigerungsrechten bei personellen Maßnahmen
- (echten) Mitbestimmungsrechten, dem Recht, Entscheidungen mitzugestalten.

### Informationsrechte
Der Betriebsrat kann seine Rechte aus dem Betriebsverfassungsgesetz nur sinnvoll wahrnehmen, wenn er umfassend informiert ist. Das Betriebsverfassungsgesetz stellt den Betriebsrat daher mit seinen Kenntnissen über sämtliche betrieblichen Belange (bis auf wenige Ausnahmen) auf dieselbe Stufe wie den Arbeitgeber. Selbst Betriebs- oder Geschäftsgeheimnisse sind dem Betriebsrat mitzuteilen.
Für die Forderung nach Informationen durch den Betriebsrat ist auch kein konkreter Anlass erforderlich. Aus der generellen Regelung des Informationsrechts in § 80 Abs. 2 BetrVG ergibt sich vielmehr, dass dem Betriebsrat „jederzeit“, d. h. auch ohne konkreten Anlass, Unterlagen zur Verfügung zu stellen sind, sofern diese für eine ordnungsgemäße Betriebsratsarbeit erforderlich sind.
Das Recht des Betriebsrats, die gewünschten Informationen zu erlangen, kann schließlich gerichtlich durchgesetzt werden. Verweigert der Arbeitgeber wiederholt die Weitergabe von Informationen, kann er dazu über § 23 Abs. 3 BetrVG gerichtlich gezwungen werden.
Darüber hinaus stellt die Verletzung der Informationspflicht durch den Arbeitgeber in bestimmten Fällen eine Ordnungswidrigkeit dar, die mit einer Geldbuße von bis zu 10.000 € geahndet werden kann, § 121 BetrVG.
Nachfolgend werden die wichtigsten Informationsrechte des Betriebsrats kurz dargestellt:

#### Einzelne Informationsrechte
| Information                                                        | Paragraph                                                    | Inhalt |
| ------------------------------------------------------------------ | ------------------------------------------------------------ | --- |
| Arbeitnehmerdaten                                                  | § 80 Abs. 2 BetrVG                                           | Der Betriebsrat hat das Recht, sämtliche Daten über die Arbeitnehmer des Betriebes vom Arbeitgeber zu erlangen, soweit diese dem Arbeitgeber vorliegen. Dazu zählen insbesondere Daten über Alter, Betriebszugehörigkeit, Unterhaltspflichten, Arbeitszeiten, Schwerbehinderung, Schwangerschaft oder Herkunft der Arbeitnehmer. |
| Arbeits- und Unfallschutz, Umweltschutz                            | § 89 BetrVG, § 6 ArbSchG                                     | Der Betriebsrat ist über sämtliche Belange des Arbeits- und Unfallschutzes, sowie des betrieblichen Umweltschutzes zu unterrichten. Die vorgeschriebene Beteiligung des Betriebsrates kann nur sinnvoll wahrgenommen werden, wenn der Betriebsrat zuvor umfassend unterrichtet wurde. Über Auflagen und Anordnungen der zuständigen Behörden hinsichtlich Arbeitsschutz, Unfallverhütung und betrieblichem Unfallschutz ist der Betriebsrat zu informieren (§ 89 Abs. 2 Satz 2 BetrVG). Dem Betriebsrat ist die nach § 6 Arbeitsschutzgesetz vorgeschriebene Dokumentation zugänglich zu machen.[25] Darüber hinaus haben vom Betriebsrat beauftragte Betriebsratsmitglieder an den Besprechungen mit den Sicherheitsbeauftragten teilzunehmen. Dem Betriebsrat sind die Protokolle über Untersuchungen, Besichtigungen und Besprechungen auszuhändigen, sofern er an den entsprechenden Maßnahmen teilgenommen hat. |
| Arbeitsplatzgestaltung, Bauliche Veränderungen, Technische Anlagen | § 90 Abs. 1 BetrVG, § 6 ArbSchG                              | Der Arbeitgeber hat den Betriebsrat über die Planung der Arbeitsplätze (hinsichtlich ihrer Ausgestaltung) zu unterrichten und ihm die erforderlichen Unterlagen zur Verfügung zu stellen (§ 90 Abs. 1 Nr. 4 BetrVG). Der Arbeitgeber hat den Betriebsrat über sämtliche Neu-, Um- oder Erweiterungsbauten im Betrieb schon bei der Planung zu unterrichten und ihm die erforderlichen Unterlagen zur Verfügung zu stellen (§ 90 Abs. 1 Nr. 1 BetrVG). Der Arbeitgeber hat den Betriebsrat über die Planung von technischen Anlagen zu unterrichten und ihm die erforderlichen Unterlagen einschließlich der im Arbeitsschutzgesetz vorgeschriebenen Dokumentation (Gefährdungsbeurteilung, Schutzmaßnahmen, Wirksamkeitskontrollen)[25] zur Verfügung zu stellen (§ 90 Abs. 1 Nr. 2 BetrVG) |
| Arbeitsverfahren, Arbeitsabläufe                                   | § 90 Abs. 1 Nr. 3 BetrVG ArbSchG, insbes. § 3, § 5, § 6, § 7 | Der Arbeitgeber hat den Betriebsrat über die Planung von Arbeitsverfahren und Arbeitsabläufen zu unterrichten und ihm die erforderlichen Unterlagen zur Verfügung zu stellen. In Wahrnehmung seiner Pflicht, die Einhaltung von Schutzbestimmungen zu überwachen, kann der Betriebsrat auf Grundlage des Arbeitsschutzgesetzes für Arbeitsverfahren und Projektplanungen Beurteilungen gesundheitlicher Gefährdungen verlangen sowie die Durchführung präventiver Maßnahmen und Wirksamkeitskontrollen zur Vermeidung körperlicher und psychischer Erkrankungen überwachen. Grundlage dafür können Betriebsvereinbarungen zum Arbeitsschutz sein.[25] |
| Behandlung von Beschwerden der Arbeitnehmer                        | § 85 Abs. 3 BetrVG                                           | Hat sich ein Arbeitnehmer beim Betriebsrat beschwert und hat der Betriebsrat die Beschwerde für berechtigt erachtet und an den Arbeitgeber weitergeleitet, so muss der Arbeitgeber den Betriebsrat über die Behandlung der Beschwerde unterrichten. |
| Berufsbildung                                                      | § 96 Abs. 1 BetrVG; § 97 Abs. 1 BetrVG; § 98 Abs. 2 BetrVG   | Der Arbeitgeber muss auf Verlangen des Betriebsrats den Berufsbildungsbedarf der Arbeitnehmer im Betrieb ermitteln und dem Betriebsrat mitteilen (§ 96 Abs. 1 Satz 2 BetrVG). Darüber hinaus ist der Betriebsrat über die Errichtung und Ausstattung betrieblicher Einrichtungen zur Berufsbildung, über die Einführung betrieblicher Berufsbildungsmaßnahmen und die Teilnahme an außerbetrieblichen Berufsbildungsmaßnahmen zu unterrichten (§ 97 Abs. 1 BetrVG). Ein Informationsrecht hat auch, wer die betriebliche oder außerbetriebliche Berufsbildung durchführen soll bzw. durchführt (§ 98 Abs. 2 BetrVG). Hierbei gilt, dass die Informationsrechte des Betriebsrates nicht auf die Berufsausbildung beschränkt sind, sondern sich auf jede Form betrieblicher Berufsbildung beziehen. |
| Betriebs- oder Geschäftsgeheimnisse                                | § 80 Abs. 1 BetrVG; § 79 BetrVG                              | Geheimhaltungspflichtige Informationen können dem Betriebsrat nicht unter Hinweis auf die Geheimhaltungspflicht oder den Datenschutz vorenthalten werden, wie sich aus § 79 BetrVG ergibt: Aus der Tatsache heraus, dass der Betriebsrat zur Geheimhaltung verpflichtet wird, ist zu schließen, dass er grundsätzlich Anspruch auf derartige Informationen hat – soweit diese für die ordnungsgemäße Betriebsratsarbeit erforderlich sind. |
| Betriebsänderungen                                                 | § 111 BetrVG                                                 | Der Arbeitgeber hat den Betriebsrat in Unternehmen mit in der Regel mehr als 20 wahlberechtigten Arbeitnehmern über geplante Betriebsänderungen zu unterrichten. Betriebsänderungen bestehen beispielsweise in der Einschränkung oder Stilllegung des gesamten Betriebs oder wesentlicher Betriebsteile, Betriebsverlegungen, Zusammenschlüssen oder Spaltungen des Betriebs, grundlegenden Änderungen der Betriebsorganisation, des Betriebszwecks oder der Betriebsanlagen, Einführung grundlegend neuer Arbeitsmethoden und Fertigungsverfahren |
| Bruttolohn- und Gehaltslisten                                      | § 80 Abs. 2 Satz 2 BetrVG                                    | Der Betriebsrat hat das Recht, in die Bruttolohn- und Gehaltslisten Einblick zu nehmen (§ 80 Abs. 2 Satz 2 BetrVG). Dieses Recht ist allerdings auf eine Einsichtnahme beschränkt. Der Betriebsrat hat kein Recht, diese Listen abschriftlich zu erhalten. Allerdings kann sich der Betriebsrat Notizen aus den Listen machen. |
| Einstellung, Eingruppierung                                        | § 99 Abs. 1 BetrVG                                           | Der Betriebsrat ist vorher über jede vom Arbeitgeber beabsichtigte Einstellung im Betrieb zu unterrichten. Ihm sind die Bewerbungsunterlagen aller Bewerber sowie sämtliche Testergebnisse, Ergebnisse ärztlicher Untersuchungen, Ergebnisse eines Assessment-Centers usw. vorzulegen. Der Arbeitgeber muss die Auswirkungen der Einstellung auf andere Arbeitnehmer darlegen. Der Arbeitgeber muss dem Betriebsrat vor einer Einstellung auch die beabsichtigte Eingruppierung mitteilen. Der Arbeitgeber muss den Betriebsrat von jeder beabsichtigten Umgruppierung, d. h. der Veränderung der bisherigen tariflichen oder betrieblichen Eingruppierung eines Arbeitnehmers unterrichten. Auch über eine Einstellung oder personelle Veränderung eines leitenden Angestellten ist der Betriebsrat zu informieren (§ 105 BetrVG)                                                                                   |
| Kündigung                                                          | § 102 Abs. 1 BetrVG                                          | Der Arbeitgeber hat den Betriebsrat vor jeder Kündigung zu informieren. Die Informationspflicht umfasst Angaben über die Person des zu kündigenden Arbeitnehmers, sein Alter, die Dauer seiner Betriebszugehörigkeit, seine Unterhaltspflichten, seine Schwerbehinderung, den Grund für die Kündigung, die Art der Kündigung, die geltende Kündigungsfrist. |
| Leiharbeitnehmer                                                   | § 14 Abs. 3 AÜG                                              | Der Betriebsrat ist vor Übernahme eines Leiharbeiters zur Arbeitsleistung vom Verleiher nach § 99 BetrVG zu unterrichten und zu beteiligen. Darüber hinaus ist dem Betriebsrat das Bestehen und der Wegfall der Erlaubnis des Verleihers zur gewerbsmäßigen Arbeitnehmerüberlassung nachzuweisen. |
| Personalplanung                                                    | § 92 Abs. 1 BetrVG                                           | Der Arbeitgeber hat den Betriebsrat über die Personalplanung, insbesondere über den gegenwärtigen und künftigen Personalbedarf sowie über die sich daraus ergebenden personellen Maßnahmen und über Maßnahmen der Berufsbildung anhand von Unterlagen rechtzeitig und umfassend zu unterrichten. |
| Soziale Angelegenheiten                                            | § 87 Abs. 1 BetrVG                                           | Im Rahmen des Mitbestimmungsrechtes nach § 87 BetrVG hat der Arbeitgeber den Betriebsrat über alle in § 87 Abs. 1 BetrVG geregelten Angelegenheiten so umfassend zu informieren, dass der Betriebsrat denselben Informationsstand erhält wie der Arbeitgeber. |
| Subunternehmer, Honorarkräfte, Werkunternehmer, freie Mitarbeiter  | § 80 Abs. 2 Satz 1 BetrVG                                    | Hinsichtlich der Beschäftigung von Personen oder Personengruppen, die nicht in einem Arbeitsverhältnis zum Arbeitgeber stehen hat der Betriebsrat ein Informationsrecht |
| Unfallverhütung, Arbeitsschutz                                     | § 9 Abs. 2 ArbSichG                                          | Die Betriebsärzte und die Fachkräfte für Arbeitssicherheit haben den Betriebsrat über wichtige Angelegenheiten des Arbeitsschutzes und der Unfallverhütung zu unterrichten. Darüber hinaus haben sie dem Betriebsrat den Inhalt eines Vorschlages für arbeitstechnische oder sicherheitstechnische Maßnahmen mitzuteilen, den sie dem Arbeitgeber machen. |
| Versetzung                                                         | § 99 Abs. 1 BetrVG                                           | Der Arbeitgeber hat den Betriebsrat vor jeder geplanten Versetzung eines Arbeitnehmers zu unterrichten. Dabei ist der Arbeitnehmer zu nennen sowie die Auswirkungen der Versetzung auf andere Arbeitnehmer darzulegen. |
| Vorläufige Personelle Maßnahme                                     | § 100 Abs. 2 Satz 1 BetrVG                                   | Führt der Arbeitgeber eine Einstellung, Eingruppierung, Umgruppierung oder Versetzung vorläufig durch, hat er den Betriebsrat hierüber unverzüglich zu informieren. |

#### Informationsquellen
Zur Information des Betriebsrats ist grundsätzlich der Arbeitgeber verpflichtet. Daneben sieht das BetrVG jedoch weitere Informationsquellen für den Betriebsrat vor:
- Arbeitnehmer des Betriebes: Nach § 80 Abs. 1 Nr. 1 BetrVG hat der Betriebsrat darüber zu wachen, dass sämtliche Rechtsvorschriften, die zugunsten der Arbeitnehmer gelten, eingehalten werden. Daraus ergibt sich für den Betriebsrat das Recht, jederzeit Betriebsbegehungen durchzuführen und einzelne Arbeitnehmer zu befragen.
- Berater: Nach § 111 Satz 2 BetrVG kann der Betriebsrat bei geplanten Betriebsänderungen in Unternehmen mit mehr als 300 Arbeitnehmern zu seiner Unterstützung einen Berater hinzuziehen. Über die Hinzuziehung entscheidet der Betriebsrat durch Beschluss, eine Erlaubnis des Arbeitgebers ist nicht erforderlich. Der Arbeitgeber ist über die Hinzuziehung jedoch zu informieren.
- Rechtsanwälte: Soll ein Rechtsanwalt nur beratend tätig sein, gilt er als Sachverständiger im Sinne von § 80 Abs. 3 BetrVG mit der Folge, dass über seine Hinzuziehung erst eine nähere Vereinbarung mit dem Arbeitgeber getroffen werden muss. Wird ein Rechtsanwalt zur Durchführung oder zur Vermeidung eines gerichtlichen Verfahrens beauftragt, ist eine Vereinbarung oder Erlaubnis des Arbeitgebers nicht notwendig. Die Kosten hat der Arbeitgeber dann nach § 40 Abs. 1 BetrVG zu tragen.
- Sachkundige Arbeitnehmer: Nach § 80 Abs. 2 Satz 3 BetrVG hat der Arbeitgeber dem Betriebsrat sachkundige Arbeitnehmer als Auskunftspersonen zur Verfügung zu stellen, soweit dies für die ordnungsgemäße Betriebsratsarbeit erforderlich ist. Der Betriebsrat kann daher auch das Fachwissen von Arbeitnehmern im Betrieb als Informationsquelle nutzen.
- Sachverständige: Nach § 80 Abs. 3 BetrVG kann der Betriebsrat nach näherer Vereinbarung mit dem Arbeitgeber (externe) Sachverständige hinzuziehen, soweit dies zur ordnungsgemäßen Durchführung seiner Aufgaben erforderlich ist. Allerdings muss der Betriebsrat sich mit dem Arbeitgeber über die Erforderlichkeit und die Person des Sachverständigen einigen. Hintergrund sind die Kosten von Sachverständigen. Einen „kostenlosen“ Sachverständigen kann der Betriebsrat daher auch ohne Zustimmung des Arbeitgebers konsultieren oder auf eine Sitzung einladen.
- Wirtschaftsausschuss: Nach § 108 Abs. 4 BetrVG hat der Wirtschaftsausschuss über jede Sitzung dem Betriebsrat unverzüglich und vollständig zu berichten.

#### Sonstige Informationsrechte
Den einzelnen Betriebsratsmitgliedern wird in § 34 Abs. 3 BetrVG das Recht gewährt, die Unterlagen des Betriebsrats und seiner Ausschüsse jederzeit einzusehen. Diese Vorschrift betrifft ausschließlich das Innenverhältnis zwischen einzelnen Betriebsratsmitgliedern und dem Betriebsratsgremium bzw. den Ausschüssen.
Schließlich sieht das BetrVG in den §§ 81 bis § 86a BetrVG Informations-, Vorschlags- und Beschwerderechte einzelner Arbeitnehmer vor, die eigentlich dem Arbeitsvertragsrecht zuzuordnen sind und auch gelten, wenn im Betrieb kein Betriebsrat besteht.

### Beratungsrechte
In wirtschaftlichen Angelegenheiten, d. h. in Fragen der Aufspaltung, Zusammenlegung oder Schließung von Betrieben oder Betriebsteilen, des Ortes, der Art, des Umfanges des Betriebes, der Gestaltung der betrieblichen Tätigkeit, der Einführung von neuen Technologien usw. entscheidet der Arbeitgeber grundsätzlich alleine, ohne dass eine unmittelbare Einflussnahme des Betriebsrates vorgesehen ist.
Aufgrund des Gebotes der vertrauensvollen Zusammenarbeit, § 2 Abs. 1 BetrVG, geht die Betriebsverfassung jedoch davon aus, dass diese unternehmerischen Entscheidungen noch nicht endgültig sind, bevor sie mit dem Betriebsrat erörtert wurden. Der „ideale“ Arbeitgeber im Sinne des BetrVG ist daher stets bereit, Argumente des Betriebsrates anzuhören und seine Planung noch durch den Betriebsrat beeinflussen zu lassen.
Zu diesem Zweck ist der Betriebsrat zunächst über die unternehmerische Planung zu informieren. In den im Gesetz vorgesehenen Fällen hat der Arbeitgeber darüber hinaus seine Planung nach Unterrichtung des Betriebsrates mit diesem zu beraten. Stellt die Planung eine Betriebsänderung im Sinne des § 111 BetrVG dar, muss der Arbeitgeber darüber hinaus mit dem Betriebsrat einen Interessenausgleich verhandeln – allerdings kann der Abschluss eines Interessenausgleichs nicht vom Betriebsrat erzwungen werden.
Das Recht des Betriebsrats, derartige Fragen mit dem Arbeitgeber zu beraten, ist unter anderem in folgenden Fällen vorgesehen:
- Planung von Neu-, Um- und Erweiterungsbauten, von Fabrikations-, Verwaltungs- und sonstigen betrieblichen Räumen, § 90 Abs. 2 BetrVG;
- Planung von technischen Anlagen, § 90 Abs. 2 BetrVG;
- Planung von Arbeitsverfahren und Arbeitsabläufen, § 90 Abs. 2 BetrVG;
- Planung der Arbeitsplätze, § 90 Abs. 2 BetrVG;
- Personalplanung, § 92 Abs. 1 Satz 2 BetrVG;
- Beschäftigungsförderung und Beschäftigungssicherung, § 92a Abs. 2 Satz 1 BetrVG;
- Berufsbildung der Arbeitnehmer, § 96 Abs. 1 Satz 2 BetrVG;
- Betriebliche Einrichtungen der Berufsbildung, Einführung betrieblicher Berufsbildungsmaßnahmen, Teilnahme an außerbetrieblichen Berufsbildungsmaßnahmen, § 97 Abs. 1 BetrVG;
- Betriebsänderungen, § 111 Satz 1 BetrVG.

Verstößt der Arbeitgeber wiederholt gegen seine Pflicht, diese Fragen mit dem Betriebsrat zu beraten, kann der Betriebsrat sein Beratungsrecht im Rahmen eines Verfahrens nach § 23 Abs. 3 BetrVG gerichtlich durchsetzen.

### Widerspruchsrecht bei Kündigungen
Die Behandlung von geplanten Kündigungen durch den Betriebsrat nach § 102 BetrVG ähnelt den Beratungsrechten. Der Arbeitgeber hat den Betriebsrat vor Ausspruch der geplanten Kündigung anzuhören, der Betriebsrat kann seine Meinung äußern, ohne den Ausspruch der Kündigung unmittelbar verhindern zu können.
Allerdings entsteht bei einem form- und fristgerechten Widerspruch des Betriebsrats nach § 102 Abs. 3 BetrVG gegen eine ordentliche Kündigung ein Weiterbeschäftigungsanspruch des gekündigten Arbeitnehmers auf individualrechtlicher Ebene, wenn der Arbeitnehmer Kündigungsschutzklage erhebt. Er ist dann nach § 102 Abs. 5 BetrVG bis zum rechtskräftigen Abschluss des Kündigungsschutzprozesses zu unveränderten Vertragsbedingungen weiterzubeschäftigen.
Auf diese Weise ermöglicht das Widerspruchsrecht des Betriebsrats mittelbar eine zeitlich begrenzte Aufhebung der Kündigungsfolgen, wodurch es sich von den Beratungsrechten unterscheidet.
Die Beteiligung des Betriebsrates bei Kündigungen ist wie folgt strukturiert:

#### Mitteilungspflichten des Arbeitgebers
Der Arbeitgeber muss den Betriebsrat vor Ausspruch einer jeden Kündigung anhören. Die Anhörungspflicht besteht bei jeder Art von Kündigung, auch bei außerordentlichen Kündigungen oder bei Kündigungen während der Probezeit. Das Gesetz formuliert deutlich: „Eine ohne Anhörung des Betriebsrats ausgesprochene Kündigung ist unwirksam“, § 102 Abs. 1 Satz 3 BetrVG. Allerdings muss der gekündigte Arbeitnehmer bei fehlender Betriebsratsanhörung trotzdem die Unwirksamkeit der Kündigung innerhalb einer Frist von 3 Wochen gerichtlich geltend machen, § 4 KSchG. Nach Ablauf der Dreiwochenfrist gilt auch die ursprünglich unwirksame Kündigung als von Anfang an rechtswirksam, § 7 KSchG.
Der Arbeitgeber hat dem Betriebsrat alle notwendigen Angaben zur beabsichtigten Kündigung zu machen. Hierzu gehören etwa:
- Personaldaten des Arbeitnehmers;
- Kündigungsart (außerordentlich / ordentlich; verhaltens-, personen- oder betriebsbedingt);
- Kündigungsgründe;
- Kündigungsfrist;
- Kündigungstermin;
- Weitere spezifische Angaben je nach Art der Kündigung (zum Beispiel: Sozialauswahl bei betriebsbedingten Kündigungen).

Informiert der Arbeitgeber den Betriebsrat falsch oder unvollständig, führt dies nicht in jedem Fall zur Unwirksamkeit der Anhörung. Es kommt im Einzelfall darauf an, ob die fehlenden oder unrichtigen Informationen geeignet sind, die Entscheidungsfindung des Betriebsrats zu beeinflussen.

#### Reaktion des Betriebsrats

##### Bedenken
Der Betriebsrat kann zunächst gegen die ordentliche oder außerordentliche Kündigung schriftlich Bedenken äußern. Bei der außerordentlichen Kündigung müssen die Bedenken unverzüglich, spätestens jedoch innerhalb von drei Tagen, bei der ordentlichen Kündigung innerhalb einer Woche dem Arbeitgeber zugehen, § 102 Abs. 2 BetrVG. Das Äußern von Bedenken löst den beschriebenen Weiterbeschäftigungsanspruch nicht aus.
Der Betriebsrat kann auch schweigen. Dann gilt nach Fristablauf die Zustimmung zur Kündigung als erteilt. Eine ausdrückliche Zustimmung sieht das Gesetz nicht vor.

##### Widerspruch
Der Betriebsrat kann darüber hinaus der ordentlichen Kündigung nach § 102 Abs. 3 BetrVG widersprechen. Einen Widerspruch gegen die außerordentliche Kündigung sieht das Gesetz nicht vor. Der Widerspruch ist ausführlich zu formulieren und muss sich auf mindestens einen der in § 102 Abs. 3 BetrVG genannten fünf Widerspruchsgründe beziehen. Wird aus anderen Gründen widersprochen, liegt kein ordnungsgemäßer Widerspruch im Sinne des Abs. 3 vor.
In der Praxis stellt es sich als problematisch dar, beispielsweise einer verhaltensbedingten Kündigung zu widersprechen. Die Widerspruchsgründe zielen grundsätzlich nur auf betriebsbedingte Kündigungen. Dennoch ist es in vielen Einzelfällen verhaltens- oder personenbedingter Kündigungen möglich, einen der Gründe heranzuziehen.
Sobald die Stellungnahme des Betriebsrats dem Arbeitgeber vorliegt oder die Frist verstrichen ist, kann der Arbeitgeber die Kündigung aussprechen. Das Anhörungsverfahren ist damit beendet.

#### Rechtsfolge
Hat der Betriebsrat einer ordentlichen Kündigung innerhalb der Frist schriftlich widersprochen, kann der Arbeitnehmer, wenn er innerhalb von drei Wochen nach Zugang der Kündigung Kündigungsschutzklage erhebt, seine Weiterbeschäftigung bis zum Ende des Kündigungsschutzverfahrens verlangen, § 102 Abs. 5 BetrVG. Der Arbeitnehmer muss den Weiterbeschäftigungsanspruch ausdrücklich geltend machen. Kommt der Arbeitgeber dem Weiterbeschäftigungsverlangen des Arbeitnehmers nicht nach, kann dieses gerichtlich durchgesetzt werden.
Der Arbeitgeber kann ggf. der Pflicht zur Weiterbeschäftigung dadurch entgehen, dass er bei Gericht im Wege einer einstweiligen Verfügung beantragt, ihn von dieser Pflicht zu entbinden, § 102 Abs. 5 Satz 2 BetrVG, oder dadurch, dass er mit dem Arbeitnehmer vereinbart, ihm bei Freistellung von der Arbeitspflicht sein Arbeitsentgelt weiter zu zahlen. In letzterem Fall entsteht allerdings ein Rückzahlungsanspruch des Arbeitgebers, wenn die Kündigung vom Gericht für wirksam erachtet wird.

### Zustimmungsverweigerungsrechte
Die Zustimmungsverweigerungsrechte des Betriebsrats zeichnen sich dadurch aus, dass der Betriebsrat mit der Verweigerung seiner Zustimmung zu einer Maßnahme die Durchführung der Maßnahme verhindern kann. Das Zustimmungsverweigerungsrecht wird auch als „Veto-Recht“ bezeichnet.
Damit unterscheiden sich diese Rechte von den bloßen Beratungsrechten oder dem Widerspruchsrecht dadurch, dass unmittelbar Einfluss auf eine vom Arbeitgeber geplante Maßnahme genommen werden kann. Von den (echten) Mitbestimmungsrechten unterscheiden sie sich dadurch, dass der Betriebsrat die Maßnahme nur blockieren, nicht aber selbst mitgestalten kann.
Das Zustimmungsverweigerungsrecht ist nur in § 99 Abs. 2 BetrVG vorgesehen. Darüber hinaus ist die Rechtsposition des Betriebsrates bei der Auswahl von Personen, die mit der Durchführung der betrieblichen Berufsbildung beauftragt werden, § 98 Abs. 2 BetrVG, mit einem Zustimmungsverweigerungsrecht vergleichbar.

#### Die Beteiligung des Betriebsrats bei personellen Einzelmaßnahmen
Das Gesetz gewährt dem Betriebsrat in § 99 Abs. 2 BetrVG das Recht, die Zustimmung zu personellen Einzelmaßnahmen zu verweigern. Es gilt folgende Systematik:

##### Voraussetzungen
Die Beteiligung des Betriebsrats bei personellen Einzelmaßnahmen setzt zunächst voraus, dass im Unternehmen mindestens 20 wahlberechtigte Arbeitnehmer regelmäßig beschäftigt werden.
Sie setzt weiterhin voraus, dass der Arbeitgeber eine
- Einstellung,
- Eingruppierung,
- Umgruppierung oder
- Versetzung

einzelner Arbeitnehmer plant.

##### Informationspflichten des Arbeitgebers
Vor Durchführung einer dieser Maßnahmen hat der Arbeitgeber den Betriebsrat über die geplante Maßnahme und deren Auswirkungen zu informieren. Zu den Informationspflichten des Arbeitgebers gehören beispielsweise Angaben zu:
- Beschäftigungsart / Beschäftigungsdauer;
- Befristung eines Arbeitsverhältnisses;
- Einsatz und Dauer des Einsatzes von Leiharbeitnehmern (vgl. § 14 Abs. 3 AÜG);
- Lage und Dauer der Arbeitszeit;
- Zeitpunkt der Maßnahme;
- Fachlicher und persönlicher Eignung des Arbeitnehmers / Bewerbers;
- Ergebnissen aus einem Personalfragebogen;
- Ergebnissen von Einstellungstests oder ärztlichen Untersuchungen;
- Eingruppierung;
- Auswirkungen auf andere Arbeitnehmer.

Bei geplanten Einstellungen hat der Arbeitgeber darüber hinaus dem Betriebsrat die Bewerbungsunterlagen sämtlicher Bewerber zur Verfügung zu stellen. Es reicht nicht aus, nur die Unterlagen des Bewerbers vorzulegen, den der Arbeitgeber einzustellen plant.
Verstößt der Arbeitgeber gegen diese Informationspflichten, stellt dies eine Ordnungswidrigkeit im Sinne des § 121 BetrVG dar, die mit einem Bußgeld geahndet werden kann.

##### Reaktion des Betriebsrates
Der Betriebsrat kann der geplanten Maßnahme zustimmen. Mit Erhalt der Zustimmung des Betriebsrates kann der Arbeitgeber die geplante Maßnahme durchführen.
Der Betriebsrat kann auch schweigen. Äußert er sich innerhalb einer Frist von einer Woche nach Anhörung durch den Arbeitgeber nicht, gilt seine Zustimmung als erteilt, § 99 Abs. 3 BetrVG.
Der Betriebsrat kann schließlich seine Zustimmung zu der geplanten Maßnahme nach § 99 Abs. 2 BetrVG verweigern. Die Zustimmungsverweigerung muss schriftlich unter Angabe von Gründen erfolgen. Dabei ist der Betriebsrat auf die Zustimmungsverweigerungsgründe in § 99 Abs. 2 Nr. 1 bis 6 BetrVG beschränkt. Weitere Zustimmungsverweigerungsgründe sieht das Gesetz nicht vor. Die Zustimmungsverweigerung hat in der Weise zu erfolgen, dass der Betriebsrat ausführlich darlegt, warum er einen der sechs Zustimmungsverweigerungsgründe für gegeben erachtet. Es reicht keinesfalls aus, sich lediglich auf die gesetzlichen Grundlagen zu beziehen, ohne darzulegen, warum einer der Zustimmungsverweigerungsgründe zutrifft.

##### Rechtsfolgen
Verweigert der Betriebsrat form- und fristgerecht seine Zustimmung, darf der Arbeitgeber die geplante Maßnahme grundsätzlich nicht durchführen. Er hat vielmehr beim Arbeitsgericht die Ersetzung der Zustimmung des Betriebsrates zu beantragen, § 99 Abs. 4 BetrVG.
In der Praxis wird der Arbeitgeber jedoch regelmäßig eine vorläufige personelle Maßnahme nach § 100 BetrVG durchführen. Er kann die Maßnahme vor der Stellungnahme des Betriebsrats oder bei Zustimmungsverweigerung des Betriebsrats durchführen, wenn er die Maßnahme für dringend erforderlich hält und den betroffenen Arbeitnehmer entsprechend informiert. In diesem Fall hat er den Betriebsrat von der vorläufigen Durchführung der Maßnahme unverzüglich zu informieren. Bestreitet der Betriebsrat die Dringlichkeit, muss der Arbeitgeber innerhalb von drei Tagen ein arbeitsgerichtliches Verfahren einleiten, mit dem die Zustimmung des Betriebsrates ersetzt und die Dringlichkeit festgestellt werden soll, § 100 Abs. 2 BetrVG.
Verstößt der Arbeitgeber gegen diese Pflichten, kann der Betriebsrat nach § 101 BetrVG ein arbeitsgerichtliches Verfahren einleiten, mit dem der Arbeitgeber durch Verhängung eines Zwangsgeldes zur Aufhebung der Maßnahme verpflichtet wird.

### Mitbestimmungsrechte
Mitbestimmung in einem weiten Sinne kann als jede Einflussnahme des Betriebsrats auf unternehmerische Entscheidungen verstanden werden. Das Betriebsverfassungsgesetz verwendet den Begriff zumindest in der Überschrift zu § 102 BetrVG (dem Widerspruchsrecht) und in der Überschrift zu § 99 BetrVG (dem Zustimmungsverweigerungsrecht) in diesem Sinne.
Im engeren Sinne ist Mitbestimmung als „Mitgestaltung“ zu verstehen. Die Einflussnahme des Betriebsrats auf unternehmerische Entscheidungen ist nicht auf einen Widerspruch oder auf eine Zustimmungsverweigerung (das Recht, „nein“ zu sagen) beschränkt, sondern besteht im Rahmen der gesetzlichen Vorgaben in der aktiven Mitgestaltung betrieblicher Belange. In diesem Sinn wird der Begriff vom Gesetz beispielsweise im Eingangssatz zu § 87 Abs. 1 BetrVG verwendet.

#### Merkmale der Mitbestimmung
Ausgehend von einem engen Mitbestimmungsbegriff wird die Mitbestimmung des Betriebsrats durch folgende Merkmale gekennzeichnet:
- Entwickeln eigener Vorschläge des Betriebsrats: Der Betriebsrat ist in der Verhandlung mit dem Arbeitgeber nicht darauf beschränkt, die Vorstellungen des Arbeitgebers mitzutragen oder abzulehnen. Er ist vielmehr in der Lage, vollkommen andere, eigenständige Vorstellungen zu entwickeln, zu äußern und gegebenenfalls durchzusetzen.
- Initiativrecht: Der Betriebsrat ist nicht darauf angewiesen, dass der Arbeitgeber ein bestimmtes Feld regeln möchte. Er kann von sich aus jederzeit eine (Neu-)Regelung vorschlagen und mit dem Arbeitgeber verhandeln.
- Theorie der Wirksamkeitsvoraussetzung: Nach diesem von der Rechtsprechung entwickelten Grundsatz sind Anweisungen des Arbeitgebers in mitbestimmungspflichtigen Angelegenheiten gegenstandslos und von den Arbeitnehmern nicht zu befolgen, wenn ein bestehendes Mitbestimmungsrecht des Betriebsrats nicht beachtet wurde.
- Einigungszwang: Mitbestimmungspflichtige Angelegenheiten unterliegen dem Zwang zur Einigung. Arbeitgeber und Betriebsrat müssen so lange verhandeln – gegebenenfalls in einer Einigungsstelle –, bis eine Einigung erzielt wird.

#### Voraussetzungen der Mitbestimmung
Das Mitbestimmungsrecht des Betriebsrats ist zunächst durch bestehende gesetzliche und tarifliche Regelungen beschränkt. Angelegenheiten, die durch Gesetz oder Tarifvertrag abschließend geregelt sind, können nicht vom Betriebsrat mitbestimmt werden. Durch diese abschließenden Regelungen ist aber auch der Arbeitgeber gebunden, so dass eine betriebliche Regelung vollständig ausgeschlossen wird. Als Beispiele wären zu nennen: Rauchverbot neben der Zapfsäule einer Tankstelle oder die technische Überwachung durch den gesetzlich vorgeschriebenen Fahrtenschreiber im LKW.
Die Mitbestimmung des Betriebsrates wird noch durch eine weitere Norm im BetrVG beschränkt: Nach § 77 Abs. 3 BetrVG können Arbeitsentgelte oder sonstige Arbeitsbedingungen, die im Tarifvertrag geregelt sind oder üblicherweise geregelt werden, nicht Gegenstand einer Betriebsvereinbarung sein. Zwischen der Rechtsprechung und der arbeitsrechtlichen Literatur besteht seit Jahren Streit darüber, ob die Regelung in § 77 Abs. 3 BetrVG die Mitbestimmung in den tarifüblichen Angelegenheiten durch den Abschluss einer Betriebsvereinbarung ausschließt, also auch im Bereich der Angelegenheiten des § 87 Abs. 1 BetrVG (sogenannte „Zweischrankentheorie“), oder ob § 77 Abs. 3 BetrVG von § 87 Abs. 1 als der spezielleren Norm verdrängt wird und damit nicht angewendet werden kann mit der Folge, dass ein Mitbestimmungsrecht des Betriebsrats auch bei tarifüblichen Regelungen besteht (sogenannte „Vorrangtheorie“). Die Rechtsprechung verfolgt die Vorrangtheorie, so dass sie Regelungen über tarifübliche Angelegenheiten für zulässig hält, solange hierüber keine Betriebsvereinbarung zwischen Arbeitgeber und Betriebsrat abgeschlossen wird. Die Gewerkschaften, die Arbeitgeberverbände, aber auch die überwiegende arbeitsrechtliche Literatur kritisieren daran, dass es den Betriebsparteien auf diese Weise in gewissem Umfang möglich ist, Dinge zu regeln, deren Regelung üblicherweise den Tarifvertragsparteien, also Arbeitgeberverbänden und Gewerkschaften vorbehalten ist.
Die arbeitsrechtliche Literatur vertritt hingegen die Zweischrankentheorie, nach der das Mitbestimmungsrecht des Betriebsrats auch für tarifübliche Regelungen ausgeschlossen wird. Die Rechtsprechung lehnt diese Theorie vorwiegend mit systematischen Überlegungen ab: § 77 Abs. 3 BetrVG bezieht sich dem Wortlaut nach eben nur auf Betriebsvereinbarungen, so dass das Mitbestimmungsrecht nicht ausgeschlossen wird, solange es nicht in Form einer Betriebsvereinbarung ausgeübt wird.
Für die Praxis gilt, dass Regelungen über tarifübliche Angelegenheiten möglich sind und beispielsweise als sogenannte „Regelungsabrede“ getroffen werden können. Im Falle einer Klage werden die Arbeitsgerichte im Zweifel den Vorgaben des Bundesarbeitsgerichts folgen.
Sofern eine gesetzliche Regelung nicht abschließend ist, kann sie nach dem Günstigkeitsprinzip (vgl. § 4 Abs. 3 TVG, der sinngemäß auch auf das Verhältnis zwischen Gesetz und Betriebsvereinbarung anzuwenden ist) im Wege der Mitbestimmung durch Betriebsvereinbarung geregelt werden. Das Gleiche gilt, soweit ein Tarifvertrag ausdrücklich zulässt, dass bestimmte Regelungen durch die Betriebsparteien erfolgen dürfen (sogenannte tarifliche Öffnungsklausel).
Ausnahmen von der Mitbestimmung bestehen allenfalls bei Vorliegen echter Notfälle. Hierzu zählen noch nicht betriebliche Notwendigkeiten, sondern nur wirkliche Ausnahmesituationen wie Brände, Wasserrohrbrüche oder ähnliche existenzielle Bedrohungen des Betriebs.

#### Durchsetzung der Mitbestimmung
Grundsätzlich sollen sich Arbeitgeber und Betriebsrat auf eine Regelung mitbestimmungspflichtiger Angelegenheiten einigen. Gelingt eine Einigung nicht, können Arbeitgeber oder Betriebsrat eine Einigungsstelle anrufen, die dann eine verbindliche Entscheidung trifft, § 87 Abs. 2 BetrVG.
Missachtet der Arbeitgeber das Mitbestimmungsrecht des Betriebsrats, kann der Betriebsrat dies durch ein gerichtliches Verfahren nach § 23 Abs. 3 BetrVG unterbinden, wenn die Missachtung des Mitbestimmungsrechts eine grobe Pflichtverletzung durch den Arbeitgeber ist. Darüber hinaus besteht in sozialen Angelegenheiten (§ 87 BetrVG) ein spezieller Unterlassungsanspruch des Betriebsrats unabhängig davon, wie schwer die Pflichtverletzung des Arbeitgebers ist, der im Wege eines allgemeinen arbeitsgerichtlichen Beschlussverfahrens durchgesetzt werden kann, bei Eilbedürftigkeit auch im Wege einer einstweiligen Verfügung.
Darüber hinaus können Streitigkeiten über das Bestehen oder Nichtbestehen des Mitbestimmungsrechts oder über dessen Umfang im Wege eines sogenannten Vorabentscheidungsverfahrens vom Arbeitsgericht geklärt werden. Zur gerichtlichen Durchsetzung seiner Ansprüche sollte der Betriebsrat regelmäßig einen Rechtsanwalt hinzuziehen.

#### Gegenstände der Mitbestimmung
Die bedeutsamsten Mitbestimmungsrechte bestehen in sozialen Angelegenheiten, § 87 BetrVG. Diese zeichnen sich dadurch aus, dass sie nicht unmittelbar die Art und Weise der Ausführung der Arbeit betreffen, sondern Fragen, die anlässlich der Ausführung der Arbeit bestehen. Daneben bestehen weitere Mitbestimmungsrechte, die Einzelfragen der Gestaltung betrieblicher Fragen betreffen.

##### Mitbestimmung in sozialen Angelegenheiten
In § 87 Abs. 1 BetrVG ist ein abschließender Katalog von Angelegenheiten aufgelistet, in denen der Betriebsrat mitzubestimmen hat.
Ziff. 1: Fragen der Ordnung des Betriebes und des Verhaltens der Arbeitnehmer.
Nach Ziff. 1 sind alle nicht arbeitsbezogenen Verhaltensanweisungen des Arbeitgebers mitbestimmungspflichtig. Dies betrifft beispielsweise Kleiderordnungen, Rauch- oder Alkoholverbote, Parkplatzordnungen, aber auch die Pflicht, beim Betreten des Betriebes die Zeiterfassung zu bedienen, Krankenrückkehrgespräche zu führen oder sich duzen zu lassen.
Ziff. 2: Beginn und Ende der täglichen Arbeitszeit einschließlich der Pausen sowie die Verteilung der Arbeitszeit auf die einzelnen Wochentage.
Nach der herrschenden Meinung unterliegt die Dauer der wöchentlichen Arbeitszeit nicht der Mitbestimmung des Betriebsrats. Der Betriebsrat hat, gemäß Eingangssatz § 87 BetrVG, sofern eine gesetzliche oder tarifliche Regelung nicht besteht, ein umfassendes Mitbestimmungsrecht bei der Festlegung von folgenden Angelegenheiten:
- gleitende Arbeitszeit,
- Einführung oder Abbau von Schichtarbeit,
- Aufstellung von Dienstplänen,
- Einrichtung und Ausgestaltung einer Rufbereitschaft,
- Einführung von Bereitschaftsdienst,
- Telearbeit, Betriebszeit des Computers,
- Arbeitszeitverlegungen,
- Einführung, Ausgestaltung, Änderung oder Abschaffung von beliebigen Arbeitszeitmodellen.

Mitbestimmungspflichtig ist auch die Arbeitszeit von Leiharbeitnehmern im Entleiherbetrieb. Da diese Personen wie die Arbeitnehmer des Betriebs tätig werden, werden sie durch die Mitbestimmung des Betriebsrats erfasst.
Nach Ziff. 2 kann der Betriebsrat bei der Arbeitszeit mitbestimmen, sowie bei der Lage und der Dauer der Pausen. Die Frage, ob Pausen zu bezahlen sind, ist mitbestimmungsfrei. Der Betriebsrat kann nie Regelungen durchsetzen, die den Arbeitgeber unmittelbar finanziell belasten. Soweit das Ladenschlussgesetz noch gilt, bildet dies keine gesetzliche Regelung, die eine Mitbestimmung sperren würde: Das Ladenschlussgesetz regelt, wie lange ein Einzelhandelsgeschäft geöffnet sein darf, nicht aber, wie lange die Arbeitnehmer hier arbeiten. Daher ist es nach wie vor möglich, das Ende der täglichen Arbeitszeit im Einzelhandel mitzubestimmen.
Ziff. 3: Vorübergehende Verkürzung oder Verlängerung der betriebsüblichen Arbeitszeit.
Die Anordnung von Überstunden oder von Kurzarbeit unterliegt in vollem Umfang der Mitbestimmung.
Ziff. 4: Zeit, Ort und Art der Auszahlung der Arbeitsentgelte.
Dieses Mitbestimmungsrecht war bedeutsam, als die Löhne noch wöchentlich in der Lohntüte ausgezahlt wurden. Es erlangt heute allenfalls noch Bedeutung im Rahmen eines Kontoführungszuschlages, der im Rahmen der Mitbestimmung gefordert und vereinbart werden kann.
Ziff. 5: Aufstellung allgemeiner Urlaubsgrundsätze und des Urlaubsplans sowie die Festsetzung der zeitlichen Lage des Urlaubs, wenn zwischen dem Arbeitgeber und den beteiligten Arbeitnehmern kein Einverständnis erzielt wird.
Nach Ziff. 5 sind sämtliche Urlaubsregelungen mitbestimmungspflichtig. Die Frage, wann wie viel Urlaub beantragt werden muss, wann er zu genehmigen ist, wie Streitigkeiten behandelt werden, unterliegt der Mitbestimmung. Darüber hinaus kann der Betriebsrat schlichtend eingreifen, wenn Arbeitnehmer sich über den Zeitpunkt ihres Urlaubs mit dem Arbeitgeber streiten. Wegen dieser Frage kann im Einzelfall eine Einigungsstelle einberufen werden.
Ziff. 6: Einführung und Anwendung von technischen Einrichtungen, die dazu bestimmt sind, das Verhalten oder die Leistung der Arbeitnehmer zu überwachen.
Überwachung der Arbeitnehmer durch technische Einrichtungen ist in vielen Betrieben selbstverständlich. Die Datenverarbeitung ermöglicht es, umfangreiche Erhebungen durchzuführen, mit denen Arbeitnehmerdaten aufgezeichnet werden können. Das Mitbestimmungsrecht umfasst die Einführung und die Anwendung aller technischen Einrichtungen zur Überwachung. Der Arbeitgeber hat daher vor Installation neuer Techniken eine entsprechende Vereinbarung mit dem Betriebsrat zu treffen. Technische Einrichtungen im Sinne der Ziff. 6 sind beispielsweise: Kameras, Telefonanlagen (mit denen Rufnummern erfasst und gespeichert werden können und die regelmäßig eine Mithörmöglichkeit eröffnen), Computeranlagen, Zeiterfassungssysteme usw. Dabei unterfällt der Mitbestimmungspflicht die Datenerfassung, die Datenverarbeitung und die Datenauswertung. Wird einer dieser Bereiche durch technische Einrichtungen durchgeführt, ist die gesamte Angelegenheit mitbestimmungspflichtig.
Ziff. 7: Regelungen über die Verhütung von Arbeitsunfällen und Berufskrankheiten sowie über den Gesundheitsschutz im Rahmen der gesetzlichen Vorschriften oder der Unfallverhütungsvorschriften.
Der gesetzliche Unfall- und Gesundheitsschutz ist seit der Neufassung des BetrVG im Jahr 1972 so stark erweitert worden, dass sich die meisten Beteiligungs- und Mitbestimmungsrechte des Betriebsrats bereits aus den spezialgesetzlichen Vorschriften, dem Arbeitsschutzgesetz und dem Arbeitssicherheitsgesetz ergeben. Die Regelung in Ziff. 7 soll eine umfangreiche Mitbestimmung des Betriebsrats in diesen Bereichen gewährleisten. Besondere Bedeutung hat diese Mitbestimmungsmöglichkeit bei der konkreten Umsetzung der Bestimmungen des Arbeitsschutzgesetzes in den Betrieben.
Ziff. 8:Form, Ausgestaltung und Verwaltung von Sozialeinrichtungen, deren Wirkungsbereich auf den Betrieb, das Unternehmen oder den Konzern beschränkt ist.
Die Einführung oder Einrichtung von Sozialeinrichtungen ist mitbestimmungsfrei, ebenso deren Abschaffung. Der Betriebsrat kann den Arbeitgeber nach Ziff. 8 nicht dazu zwingen, eine Sozialeinrichtung einzuführen, zu errichten oder zu erhalten. Sobald jedoch eine solche Einrichtung existiert, entsteht gleichzeitig das Mitbestimmungsrecht des Betriebsrates. Sozialeinrichtungen sind beispielsweise die Kantine, der Fahrdienst zum nächstgelegenen Bahnhof, das Jobticket, aber auch die Betriebsrente.
Ziff. 9: Zuweisung und Kündigung von Wohnräumen, die den Arbeitnehmern mit Rücksicht auf das Bestehen eines Arbeitsverhältnisses vermietet werden, sowie die allgemeine Festlegung der Nutzungsbedingungen.
Nach Ziff. 9 ist das gesamte Mietverhältnis eines Arbeitnehmers mitbestimmungspflichtig, sofern er eine sogenannte Werkswohnung anmietet. Mitbestimmungspflichtig ist außerdem die Auswahl der Arbeitnehmer, denen ein solches Mietverhältnis angeboten wird. Mitbestimmungsfrei ist hingegen die grundsätzliche Zurverfügungstellung oder die Abschaffung von Werkmietwohnungen.
Ziff. 10: Fragen der betrieblichen Lohngestaltung, insbesondere die Aufstellung von Entlohnungsgrundsätzen und die Einführung und Anwendung von neuen Entlohnungsmethoden sowie deren Änderung.
Nach Ziff. 10 besteht ein Mitbestimmungsrecht in der Frage, wie die Entlohnung überhaupt stattfindet, also ob nach Arbeitsstunden, nach Stückzahl oder nach Leistung entlohnt wird. Darüber hinaus wird es als Gegenstand dieses Mitbestimmungsrechts verstanden, für „Lohngerechtigkeit“ zu sorgen.
Ziff. 11: Festsetzung der Akkord- und Prämiensätze und vergleichbarer leistungsbezogener Entgelte, einschließlich der Geldfaktoren.
Sofern eine leistungsbezogene Vergütung stattfindet oder eingeführt wird, besitzt der Betriebsrat ein Mitbestimmungsrecht bei der Entscheidung, welche Leistungen in welcher Höhe vergütet werden.
Ziff. 12: Grundsätze über das betriebliche Vorschlagswesen.
Nach Ziff. 12 besteht ein Mitbestimmungsrecht bei der Frage des Umganges mit Verbesserungsvorschlägen von Arbeitnehmern. Dabei sind zunächst die Regelungen des Arbeitnehmererfindungsgesetzes zu beachten. Daneben kann der Betriebsrat bei der Frage mitbestimmen, wer wann auf welche Weise entscheidet, ob eine Arbeitnehmererfindung aufgegriffen und vergütet wird. Die Höhe der Vergütung unterliegt nicht der Mitbestimmung.
Ziff. 13: Grundsätze über die Durchführung von Gruppenarbeit; Gruppenarbeit im Sinne dieser Vorschrift liegt vor, wenn im Rahmen des betrieblichen Arbeitsablaufs eine Gruppe von Arbeitnehmern eine ihr übertragene Gesamtaufgabe im Wesentlichen eigenverantwortlich erledigt.
Die Einführung von Gruppenarbeit ist eine unternehmerische Entscheidung und damit mitbestimmungsfrei. Wird Gruppenarbeit durchgeführt, besteht ein Mitbestimmungsrecht hinsichtlich der Gruppenarbeit, ihre Ziele und die Verantwortung der Gruppe für ihr Arbeitsergebnis. Weiterhin hat der Betriebsrat bei der Größe und der Zusammensetzung der Gruppe mitzubestimmen. Mitbestimmungspflicht besteht hier auch bei der Gestaltung der Umsetzung des Arbeitsschutzgesetzes zu solchen Gefährdungen, die innerhalb der Gruppe spezielle Sicherungsmaßnahmen und Kommunikationsweisen erforderlich machen.
Ziff. 14: Ausgestaltung von mobiler Arbeit, die mittels Informations- und Kommunikationstechnik erbracht wird.
Gemäß der Gesetzesbegründung zum Betriebsrätemodernisierungsgesetz (BT-Dr. 19/28899) bezieht sich das Mitbestimmungsrecht ausschließlich auf die Ausgestaltung („wie“) von mobiler Arbeit. „Dazu gehören zum Beispiel Regelungen über den zeitlichen Umfang mobiler Arbeit, über Beginn und Ende der täglichen Arbeitszeit in Bezug auf Mobile Arbeit oder über den Ort, von welchem aus mobil gearbeitet werden kann und darf. Es können Regelungen zu konkreten Anwesenheitspflicht in der Betriebsstätte des Arbeitgebers, zur Erreichbarkeit, zum Umgang mit Arbeitsmitteln der mobilen Arbeit und über einzuhaltende Sicherheitsaspekte getroffen werden.“ Die Entscheidung über die Einführung von mobiler Arbeit („ob“), obliegt weiterhin dem Arbeitgeber.

##### Mitbestimmung in sonstigen Angelegenheiten
Neben den sozialen Angelegenheiten unterliegen nach dem BetrVG folgende weitere Angelegenheiten der Mitbestimmung des Betriebsrats:
- Berechtigung der Beschwerde eines Arbeitnehmers: Nach § 85 Abs. 2 BetrVG haben sich Arbeitgeber und Betriebsrat darüber zu einigen, ob die Beschwerde eines Arbeitnehmers berechtigt ist, oder nicht. Die Frage kann nicht einseitig durch den Arbeitgeber entschieden werden.
- Menschengerechte Gestaltung der Arbeit: Nach § 91 BetrVG hat der Betriebsrat ein Mitbestimmungsrecht, wenn Arbeitnehmer durch die Änderungen ihres Arbeitsplatzes, des Arbeitsablaufs oder der Arbeitsumgebung, die den gesicherten arbeitswissenschaftlichen Erkenntnissen über die menschengerechte Gestaltung der Arbeit offensichtlich widersprechen, in besonderer Weise belastet werden. Die Mitbestimmung bezieht sich auf die Durchsetzung angemessener Maßnahmen zur Abwendung, Milderung oder zum Ausgleich der Belastung.
- Personalfragebögen / persönliche Angaben in schriftlichen Arbeitsverträgen: nach § 94 BetrVG besteht ein Mitbestimmungsrecht hinsichtlich des Inhaltes von Personalfragebögen und der Auswahl von persönlichen Angaben in Formulararbeitsverträgen. Das Gesetz spricht zwar nur von einem Zustimmungserfordernis, angesichts der Durchsetzbarkeit der Inhalte in einer Einigungsstelle liegt tatsächlich jedoch ein Mitbestimmungsrecht vor. Der Betriebsrat kann die Fragebögen bzw. Arbeitsverträge mit-gestalten.
- Auswahlrichtlinien: Nach § 95 Abs. 1 BetrVG müssen Richtlinien über die personelle Auswahl bei Einstellungen, Versetzungen, Umgruppierungen und Kündigungen können vom Betriebsrat mitbestimmt werden. Ein Initiativrecht des Betriebsrats zur Schaffung solcher Richtlinien sieht das Gesetz jedoch nach § 95 Abs. 2 BetrVG ab einer Belegschaft von 500 Arbeitnehmern im Betrieb vor. Auch in § 95 BetrVG ist der Begriff der Zustimmung genannt, dadurch, dass in der Einigungsstelle jedoch auch der Inhalt der Richtlinien verhandelt werden kann, liegt tatsächlich ein Mitbestimmungsrecht vor.
- Einführung betrieblicher Berufsbildungsmaßnahmen nach Änderung der Arbeitsplätze: Nach § 97 Abs. 2 BetrVG kann der Betriebsrat bei der Einführung von Maßnahmen der betrieblichen Berufsbildung mitbestimmen, wenn folgende Voraussetzungen erfüllt sind:

1. Der Arbeitgeber hat Maßnahmen geplant oder durchgeführt, die Zur Änderung der Arbeitstätigkeit von Arbeitnehmern führen.
2. Die beruflichen Kenntnisse und Fähigkeiten der Arbeitnehmer reichen zur Erfüllung ihrer Aufgaben nicht mehr aus.
Der Betriebsrat besitzt hier auch das Initiativrecht, die Einführung solcher Maßnahmen durchsetzen zu können.

- Durchführung von Maßnahmen der betrieblichen Berufsbildung, § 98 Abs. 1 BetrVG
- Auswahl der Teilnehmer an betrieblichen oder außerbetrieblichen Maßnahmen der Berufsbildung, § 98 Abs. 3 BetrVG
- Interessenausgleich: Nach § 112 Abs. 1 BetrVG besitzt der Betriebsrat die Kompetenz, einen Interessenausgleich abzuschließen. Allerdings kann der Interessenausgleich nicht in der Einigungsstelle durchgesetzt werden. Scheitern die Verhandlungen über einen Interessenausgleich, kann dieser nicht vom Betriebsrat erzwungen werden. Insofern kann man von einem mitbestimmungsähnlichen Recht sprechen.
- Sozialplan: Bei Verhandlungen über einen Sozialplan nach § 112 BetrVG besteht volles Mitbestimmungsrecht des Betriebsrats. Der Sozialplan stellt eine Betriebsvereinbarung dar, die vom Betriebsrat in der Einigungsstelle erzwungen werden kann.

#### Wirtschaftliche Angelegenheiten
In Unternehmen mit mehr als 100 Beschäftigten hat der Betriebsrat gemäß § 106 BetrVG einen Wirtschaftsausschuss einzurichten. Der Arbeitgeber hat den Wirtschaftsausschuss unter Vorlage der erforderlichen Unterlagen über wirtschaftliche Angelegenheiten des Unternehmens (finanzielle Lage, Produktions- und Absatzlage, Rationalisierungsvorhaben etc.) zu unterrichten und diese mit ihm zu beraten. Zu den erforderlichen Unterlagen gehört nach Ergänzung durch das Risikobegrenzungsgesetz in den Fällen des § 106 Abs. 3 Nr. 9a BetrVG bei Betriebsübernahmen insbesondere die Angabe über den potentiellen Erwerber und dessen Absichten im Hinblick auf die künftige Geschäftstätigkeit des Unternehmens sowie die sich daraus ergebenden Auswirkungen auf die Arbeitnehmer; gleiches gilt, wenn im Vorfeld der Übernahme des Unternehmens ein Bieterverfahren durchgeführt wird. Das gilt künftig auch für Betriebe, in denen kein Wirtschaftsausschuss besteht, durch ein entsprechendes Beteiligungsrecht für den Betriebsrat (§ 109a BetrVG).
Außerdem ist der Betriebsrat bei Betriebsänderungen (Schließung, Verlegung, gravierende Organisationsänderungen) zu beteiligen. Bei solchen Betriebsänderungen ist mit dem Betriebsrat über einen Interessenausgleich und einen Sozialplan zu verhandeln.
Der Interessenausgleich ist eine Vereinbarung, mit der das „ob“, das „wann“ und das „wie“ der geplanten Maßnahme zwischen Arbeitgeber und Betriebsrat vereinbart wird (zum Beispiel: Zeitpunkt der Betriebsschließung, teilweise Fortführung etc.). Den Abschluss eines Interessenausgleiches kann der Betriebsrat nicht erzwingen. Es besteht nur ein Verhandlungsanspruch. Der Arbeitgeber muss allerdings mit dem Betriebsrat eine Einigung über den Interessenausgleich versuchen, und zwar bis zur Anrufung (und Scheitern) der Einigungsstelle. Unterlässt er diesen Versuch, so können die einzelnen Arbeitnehmer beim Arbeitsgericht Klage auf Zahlung einer Abfindung erheben, wenn sie infolge der Betriebsänderung entlassen werden oder sonstige Nachteile erleiden (Nachteilsausgleich nach § 113 BetrVG)
Der Sozialplan regelt den Ausgleich der mit der Betriebsänderung verbundenen wirtschaftlichen Nachteile. Das kann einen vielgestaltigen Inhalt haben (zum Beispiel: Fahrdienst, betrieblicher Kindergarten, Fortbildung), betrifft im Kern aber meist die Zahlung von Abfindungen. Zunehmend werden im Sozialplan auch Regelungen über die Errichtung sogenannter Beschäftigungs- und Qualifizierungsgesellschaften getroffen, in welche Arbeitnehmer hineinwechseln sollen, um sich dort für den ersten Arbeitsmarkt zu qualifizieren.
Siehe auch: Wirtschaftliche Angelegenheiten

## Streitigkeiten zwischen Arbeitgeber und Betriebsrat
Grundsätzlich ist bei Streitigkeiten zwischen Arbeitgeber und Betriebsrat zu unterscheiden, ob
- eine Streitigkeit besteht, weil sich Arbeitgeber und Betriebsrat über eine Regelungsfrage nicht einigen können oder ob
- eine Streitigkeit besteht, weil Arbeitgeber oder Betriebsrat gegen ihre jeweiligen gesetzlichen Pflichten verstoßen haben.

Im Allgemeinen kann man davon ausgehen, dass bei Streitigkeiten über eine zu treffende Regelung die Einigungsstelle entscheidet, bei Streitigkeiten über einen Verstoß gegen gesetzliche Pflichten entscheidet das Arbeitsgericht im Beschlussverfahren.

### Regelungsstreitigkeiten
Das Betriebsverfassungsgesetz gibt in einer Vielzahl von Vorschriften vor, dass sich Arbeitgeber und Betriebsrat über eine bestimmte Frage zu einigen haben. Diese Vorgabe erkennt man an der immer gleichen Formulierung im BetrVG: „Der Spruch der Einigungsstelle ersetzt die Einigung zwischen Arbeitgeber und Betriebsrat.“
In sämtlichen Angelegenheiten, in denen das Gesetz diese Formulierung wählt, ist eine Zuständigkeit des Arbeitsgerichts ausgeschlossen. Der Gesetzgeber erwartet in diesen Angelegenheiten von Arbeitgeber und Betriebsrat, dass sie sich innerbetrieblich einigen – nötigenfalls unter Hinzuziehung einer Einigungsstelle.
Eine Einigung ist beispielsweise vorgesehen:
- Bei der Regelung einer der in § 87 Abs. 1 BetrVG abschließend aufgelisteten sozialen Angelegenheiten (vgl. § 87 Abs. 2 BetrVG);
- Bei der Regelung des Inhalts eines Sozialplans (vgl. § 112 Abs. 4 BetrVG);
- Bei der Frage, ob der Zeitpunkt eines Seminarbesuchs betriebliche Notwendigkeiten beeinträchtigt (vgl. § 37 Abs. 6 Satz 5 BetrVG);
- Bei der Regelung von Auswahlrichtlinien gemäß § 95 BetrVG;
- Bei der Regelung des Inhalts von Personalfragebögen gemäß § 94 BetrVG.

Darüber hinaus existiert eine Vielzahl weiterer Regelungsbereiche, in denen eine Einigung zwischen Arbeitgeber und Betriebsrat und ggf. die Einsetzung einer Einigungsstelle vorgesehen ist.

### Verstoß gegen gesetzliche Pflichten
Von den Regelungsstreitigkeiten zu unterscheiden ist das rechtswidrige Verhalten von Arbeitgeber und Betriebsrat.
Das Betriebsverfassungsgesetz wählt in vielen Vorschriften die Formulierung, dass Arbeitgeber oder Betriebsrat etwas „zu tun hat“. Immer dann, wenn eine solche Formulierung gewählt wurde, normiert der Gesetzgeber gesetzliche Pflichten von Arbeitgeber oder Betriebsrat, manchmal auch von beiden gemeinsam.
Beispiele:
§ 37 Abs. 2 BetrVG: Mitglieder des Betriebsrats sind von ihrer beruflichen Tätigkeit ohne Minderung des Arbeitsentgelts zu befreien, wenn und soweit es nach Umfang und Art des Betriebs zur ordnungsgemäßen Durchführung ihrer Aufgaben erforderlich ist.
§ 43 Abs. 1 BetrVG: Der Betriebsrat hat einmal in jedem Kalendervierteljahr eine Betriebsversammlung einzuberufen (...).
§ 75 Abs. 1 BetrVG: Arbeitgeber und Betriebsrat haben darüber zu wachen, dass alle im Betrieb tätigen Personen nach den Grundsätzen von Recht und Billigkeit behandelt werden, (...).
§ 80 Abs. 2 BetrVG: Zur Durchführung seiner Aufgaben nach diesem Gesetz ist der Betriebsrat rechtzeitig und umfassend vom Arbeitgeber zu unterrichten.
§ 87 Abs. 1 BetrVG: Der Betriebsrat hat (...) in folgenden Angelegenheiten mitzubestimmen (...)
Verstößt der Arbeitgeber oder der Betriebsrat (oder auch ein einzelnes Betriebsratsmitglied) gegen seine gesetzlichen Verpflichtungen, so kann der jeweils andere Teil gemäß § 23 BetrVG das Arbeitsgericht anrufen.
Voraussetzung ist zunächst jeder Verstoß des anderen Teils gegen seine gesetzlichen Pflichten. Weiterhin muss es sich um einen „groben“ Verstoß handeln. Als grob wird ein Verstoß von den Arbeitsgerichten angesehen, wenn es sich entweder um einen besonders schweren Verstoß handelt, oder wenn trotz Hinweises des anderen Teils wiederholt gegen eine gesetzliche Pflicht verstoßen wird.
Die Rechtsfolgen für Verstöße von Arbeitgeber oder Betriebsrat gegen ihre gesetzlichen Pflichten sind unterschiedlich.
Verstößt der Betriebsrat oder ein Betriebsratsmitglied gegen seine gesetzlichen Pflichten, kann der Arbeitgeber, eine im Betrieb vertretene Gewerkschaft, ein Viertel der wahlberechtigten Arbeitnehmer des Betriebs oder der Betriebsrat selbst beim Arbeitsgericht beantragen, dass der Betriebsrat aufgelöst bzw. ein Mitglied aus dem Betriebsrat ausgeschlossen wird, § 23 Abs. 1 BetrVG.
Verstößt der Arbeitgeber gegen seine gesetzlichen Pflichten, kann der Betriebsrat oder eine im Betrieb vertretene Gewerkschaft beantragen, ihm unter Androhung eines Ordnungs- oder Zwangsgeldes ein Tun, Dulden oder Unterlassen aufzugeben, § 23 Abs. 3 BetrVG.
In dringenden Fällen kann auch ein Antrag auf Erlass einer Einstweiligen Verfügung gestellt werden. Das Gericht trifft dann eine vorläufige Entscheidung zur schnellen Regelung einer Angelegenheit, wenn diese dringend ist (Verfügungsgrund) und nach summarischer Prüfung ein „grober“ Verstoß vorliegt (Verfügungsanspruch).
Ausnahmen
- Im Rahmen der Mitbestimmung des Betriebsrats bei personellen Maßnahmen, § 99 BetrVG, ist ein besonderes gerichtliches Verfahren zu beachten, das in den § 100 und § 101 BetrVG geregelt ist.

- Im Rahmen der Mitbestimmung des Betriebsrates in sozialen Angelegenheiten, § 87 BetrVG, hat der Betriebsrat gegen den Arbeitgeber einen eigenständigen Unterlassungsanspruch, wenn der Arbeitgeber mitbestimmungspflichtige Maßnahmen ohne Zustimmung des Betriebsrats oder ohne einen Spruch der Einigungsstelle durchführt oder durchgeführt hat und Wiederholungsgefahr besteht. Der Unterlassungsanspruch ist gesetzlich nicht normiert, aber dennoch von der ständigen Rechtsprechung des Bundesarbeitsgerichts und überwiegend vom Schrifttum anerkannt. Der Anspruch kann unabhängig von der Regelung in § 23 BetrVG gerichtlich geltend gemacht werden. Er setzt keinen groben Verstoß voraus.

- Für die Anfechtung der Betriebsratswahl ist ein besonderes gerichtliches Verfahren vorgeschrieben, § 19 Abs. 1 BetrVG.

- Einigen sich Arbeitgeber und Betriebsrat vor der Einberufung einer Einigungsstelle nicht auf einen Einigungsstellenvorsitzenden oder auf eine bestimmte Anzahl von Beisitzern, entscheidet das Arbeitsgericht, § 76 Abs. 2 BetrVG.

- Einigen sich Arbeitgeber und Betriebsrat nicht auf eine Person, die mit der betrieblichen Berufsausbildung beauftragt werden soll und handelt der Arbeitgeber eigenmächtig, entscheidet ausnahmsweise nicht die Einigungsstelle, sondern das Arbeitsgericht, § 98 Abs. 5 BetrVG

### Lehrbücher
- Horst Neumann-Duesberg: Betriebsverfassungrecht. 1960.

### Kommentare
- Wolfgang Däubler, Michael Kittner, Thomas Klebe, Peter Wedde (Hrsg.): BetrVG Betriebsverfassungsgesetz: Kommentar für die Praxis mit Wahlordnung und EBR-Gesetz. 16., vollst. neu bearbeitete Auflage. Bund-Verlag, Frankfurt am Main 2018, ISBN 978-3-7663-6635-1.
- Franz Josef Düwell (Hrsg.) [und 22 weitere]: Betriebsverfassungsgesetz. Handkommentar, HaKo-BetrVG mit Wahlordnung, EBRG, SEBG. 6. Auflage. Nomos-Verlag, Baden-Baden 2022, ISBN 978-3-8487-7186-8.
- Karl Fitting [Begr.], Gerd Engels, Ingrid Schmidt, Yvonne Trebinger, Wolfgang Linsenmaier: Betriebsverfassungsgesetz: Handkommentar; [mit Wahlordnung]. 29., neubearbeitete Auflage. Verlag Franz Vahlen, München 2018, ISBN 978-3-8006-5594-6.
- Thomas Klebe, Jürgen Ratayczak, Micha Heilmann, Sibylle Spoo: Betriebsverfassungsgesetz: Basiskommentar mit Wahlordnung. 20., neu bearbeitete Auflage. Bund-Verlag, Frankfurt am Main 2018, ISBN 978-3-7663-6703-7.
- Reinhard Richardi (Hrsg.): Betriebsverfassungsgesetz mit Wahlordnung. 13. Auflage. Beck, München 2012, ISBN 978-3-406-62849-8.

### Historische und soziologische Monographien
- Otto Neuloh: Die deutsche Betriebsverfassung und ihre Sozialformen bis zur Mitbestimmung. Mohr, Tübingen 1956.
- Hans Jürgen Teuteberg: Geschichte der industriellen Mitbestimmung in Deutschland. Ursprung und Entwicklung ihrer Vorläufer im Denken und in der Wirklichkeit des 19. Jahrhunderts. Mohr, Tübingen 1961.
- Juri Hälker: Betriebsräte in Rollenkonflikten. Betriebspolitisches Denken zwischen Co-Management und Gegenmacht. Hampp, München und Mering 2004, ISBN 3-87988-800-0.
- Hermann Kotthoff: Betriebsräte und Bürgerstatus. Wandel und Kontinuität betrieblicher Mitbestimmung. Hampp, München und Mering 1994, ISBN 3-87988-095-6.
- Werner Milert / Rudolf Tschirbs: Die andere Demokratie. Betriebliche Interessenvertretung in Deutschland, 1848 bis 2008. Klartext Verlag, Essen 2012, ISBN 978-3-8375-0742-3.
- Walther Müller-Jentsch: Mitbestimmung. Arbeitnehmerrechte im Betrieb und Unternehmen. Springer VS, Wiesbaden 2019, ISBN 978-3-658-24173-5.
- Werner Plumpe: Betriebliche Mitbestimmung in der Weimarer Republik. Fallstudien zum Ruhrbergbau und zur Chemischen Industrie. Oldenbourg, München 1999.
- Wolfram Wassermann: Betriebsräte. Akteure für Demokratie in der Arbeitswelt. Verlag Westfälisches Dampfboot, Münster 2002, ISBN 3-89691-523-1.
- Isaf Gün, Benedikt Hopmann, Reinhold Niemerg (Hrsg.): Gegenmacht statt Ohnmacht. 100 Jahre Betriebsverfassungsgesetz. Der Kampf um Mitbestimmung, Gemeineigentum und Demokratisierung. VSA, Hamburg 2020, ISBN 978-3-96488-036-9
- Wolfgang Däubler, Michael Kittner: Geschichte der Betriebsverfassung, Bund-Verlag, Frankfurt 2020, ISBN 978-3-7663-6934-5